# Carol Hanks Aucamp
Carol Hanks Aucamp (* 2. April 1943 in St. Louis als Carol Hanks) ist eine ehemalige US-amerikanische Tennisspielerin, die in den 1960er Jahren aktiv war.

## Karriere
Sie gewann 1962 die U.S. Hardcourt Meisterschaften im Einzel. Im Jahr 1963 gewann Hanks Aucamp die U.S. Indoor Singles und konnte viermal den Doppeltitel gewinnen, 1958 mit Nancy O’Connell sowie von 1963 bis 1965 an der Seite von Mary-Ann Eisel.
Bei Turnier in Cincinnati erreichte Hanks Aucamp 1959 das Finale, in dem sie Donna Floyd Fales unterlag. Im Folgejahr bezwang sie im Finale Farel Footman und konnte so die Einzelkonkurrenz gewinnen. Mit ihrer Landsfrau Justina Bricka gewann sie 1960 auch den Doppelwettbewerb in Cincinnati.
Im Jahr 1964 erreichte Hanks Aucamp das Halbfinale der U.S. National Championships, die später in US Open umbenannt wurden. Dort verlor sie gegen die Brasilianerin Maria Bueno, die auch das Turnier gewann. Im Jahr 1966 erreichte sie mit ihrem Landsmann Ed Rubinoff das Mixed Finale der US Open, das sie jedoch verloren.

## Leben
Hanks Aucamp gewann 1962 mit Linda Yeomans für die Stanford University den Doppeltitel im Collegetennis. Sie wurde später jeweils in die Hall of Fame der Stanford University und der Washington University in St. Louis aufgenommen.
Sie ist mit Donald Aucamp verheiratet.

## Finalteilnahmen bei Grand-Slam-Turnieren

### Mixed
| Nr. | Datum              | Turnier            | Belag | Partner     | Finalgegner                     | Ergebnis |
| --- | ------------------ | ------------------ | ----- | ----------- | ------------------------------- | -------- |
| 1.  | 11. September 1966 | U.S. Championships | Rasen | Ed Rubinoff | Donna Floyd Fales Owen Davidson | 1:6, 3:6 |